# Langt ned i halsen
Langt ned i halsen (originaltitel: Deep Throat) er en amerikansk pornofilm. Filmen havde premiere i USA den 15. november 1972, og er skrevet og instrueret af Gerard Damiano med Linda Lovelace og Harry Reems i hovedrollerne. Filmen vistes i mange almindelige biografer og anses for at være den mest fremgangsrige og indflydelsesrige pornofim gennem tiden.[kilde mangler]

## Handling
Den kvindelige hovedperson (Lovelace) har aldrig oplevet en orgasme. Da en læge undersøger hende, opdager han, at hendes klitoris i stedet for den sædvanlige sted sidder i halsen. Da hun forsøger oralsex med ham (og tager hele hans lem i munden, deraf filmens titel), får hun sin første orgasme, bliver sexterapeut og finder omsider en mand med et stort organ, som hun gifter sig med.